# Plagius

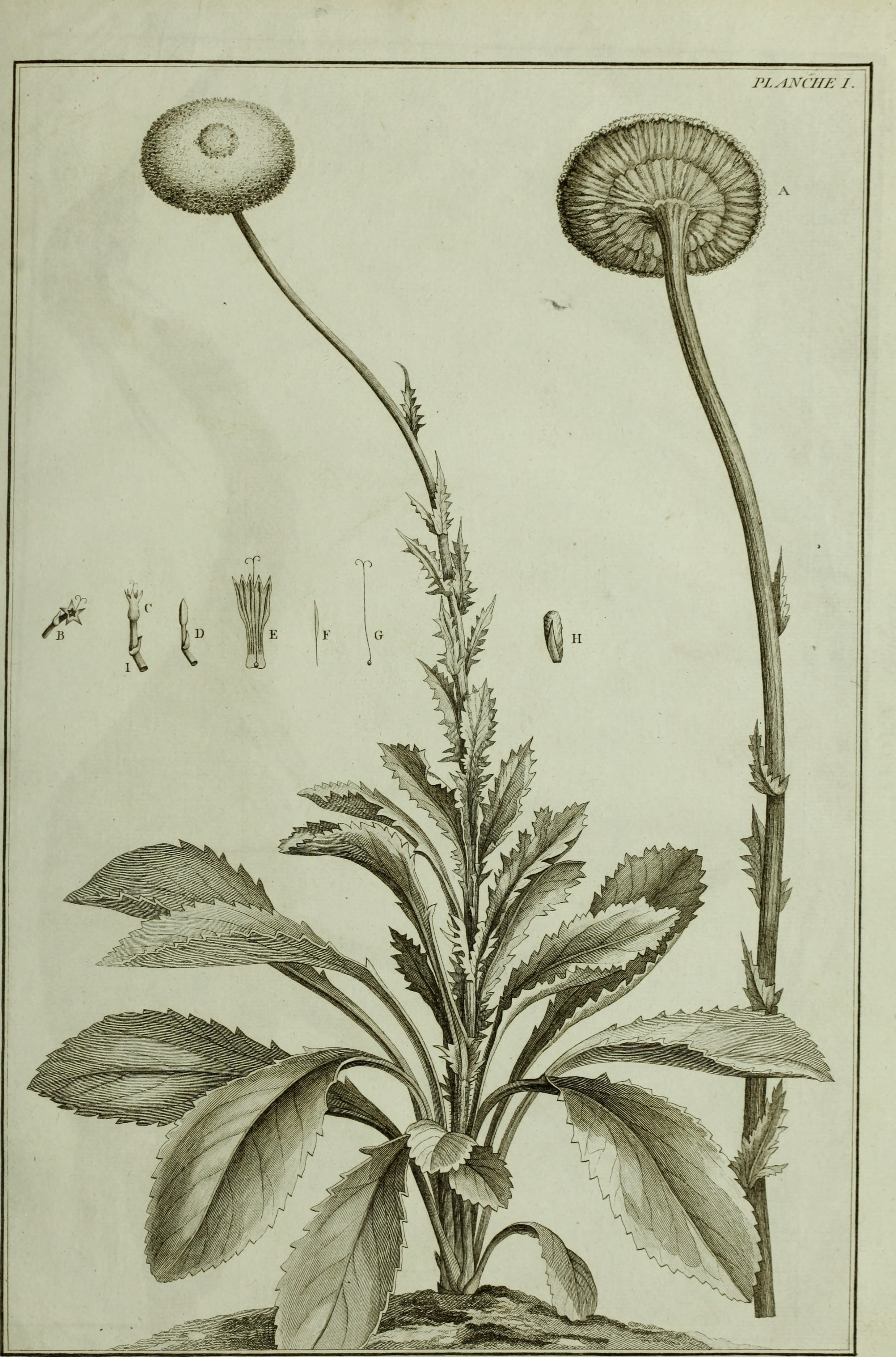
Plagius

Plagius é um género botânico pertencente à família Asteraceae.